# Dreamer (bài hát của Martin Garrix)
"Dreamer" là một bài hát của DJ người Hà Lan Martin Garrix. Được phát hành dưới dạng đĩa đơn vào ngày 1 tháng 11 năm 2018 cùng với video âm nhạc, bài hát có sự hợp tác với ca sĩ nhạc soul người Mỹ Mike Yung. Bài hát được ra đời để tưởng nhớ người vợ của Mike, Lydia, đã mất vào đầu năm 2018.

## Video âm nhạc
Video âm nhạc, được phát hành trên YouTube cùng ngày với một đĩa đơn là có cảnh Yung biểu diễn bài hát trong tàu điện ngầm Thành phố New York, nơi anh bắt đầu sự nghiệp của mình với tư cách là một nghệ sĩ đường phố.
Khung cảnh đưa Yung đến với các dự án sau này của anh ấy ở Brooklyn và cuối cùng là cuộc gặp của anh với Garrix trong phòng thu tại Amsterdam, nơi họ thu âm bài hát.

## Bảng xếp hạng
| Bảng xếp hạng (2018)                          | Vị trí cao nhất |
| --------------------------------------------- | --------------- |
| Bỉ (Ultratip Flanders)                        | 17              |
| Bỉ (Ultratip Wallonia)                        | 31              |
| Hà Lan (Dutch Top 40)                         | 28              |
| Thụy Điển (Sverigetopplistan)                 | 73              |
| Hoa Kỳ Hot Dance/Electronic Songs (Billboard) | 31              |